# Коньково (станция метро)
«Конько́во» — станция Московского метрополитена на Калужско-Рижской линии. Выходы ведут в районы Коньково и Тёплый Стан (ЮЗАО), по первому из которых станция получила название. Открыта 6 ноября 1987 года в составе участка «Беляево» — «Тёплый Стан». Односводчатая станция мелкого заложения с одной островной платформой.
Наземный вестибюль отсутствует, выход в город — по подземным переходам на улицы Профсоюзная и Островитянова.

## История
Первоначально станцию планировалось назвать «Зоопарк» в связи с планами перенести московский зоопарк, но этого не случилось, и было решено перед самым запуском сменить название на «Коньково».
Станция открыта в составе участка «Беляево» — «Тёплый Стан» 6 ноября 1987 года, к 70-летнему юбилею Октябрьской революции. После ввода участка в эксплуатацию в Московском метрополитене стало 134 станции.

## Конструкция и оформление
«Коньково» — односводчатая станция мелкого заложения (глубина — 8 м) из монолитного железобетона. Авторы проекта — Н. И. Шумаков, Г. С. Мун и Н. В. Шурыгина. Светильники находятся в нишах свода; пол выложен серым гранитом. По центру зала — деревянные скамьи, над которыми — металлические таблички с названием станции. «Коньково», наряду со станциями «Красногвардейская», «Крылатское», «Воробьёвы горы», «Славянский бульвар» и «Текстильщики (БКЛ)» является станцией Московского метро, наименования которой расположены в центре зала, а не на путевых стенах.

## Станция в цифрах
Код станции — 106. В марте 2002 года пассажиропоток по входу составлял 46,5 тыс. чел.
Пикет ПК167+94.
Таблица времени прохождения первого поезда через станцию:
| По чётным числам                | Будние дни | Выходные дни |
| По нечётным числам              | Будние дни | Выходные дни |
| В сторону станции «Тёплый стан» | 05:46:00   | 05:46:00     |
| В сторону станции «Тёплый стан» | 05:59:00   | 05:57:00     |
| В сторону станции «Беляево»     | 05:49:00   | 05:49:00     |
| В сторону станции «Беляево»     | 06:05:00   | 06:09:00     |

## Наземный общественный транспорт
На этой станции можно пересесть на следующие маршруты городского пассажирского транспорта:
- Автобусы: 196, 250, 361, 699, 712, с923, с954, с976, т72, т81, н16

## Бездомные собаки
В 2006 году опекун животных Екатерина Колычева добилась возбуждения уголовного дела против охранника метрополитена Бориса Сурова, избившего бесхозяйную собаку, обитавшую на станции. По версии Сурова, он избил пса после того, как тот напал на него и искусал. Черёмушкинский суд Москвы признал Сурова виновным и приговорил к 2 годам и 8 месяцам лишения свободы условно.
В сентябре 2009 года в Черёмушкинском суде Москвы начался процесс над 42-летним искусствоведом Дмитрием Худояровым, который, по данным следствия, застрелил из пневматической винтовки более 30 собак. По словам Худоярова, на этот поступок он решился после того, как его покусали бродячие собаки возле станции метро «Коньково».

## Фотогалерея
| - Зал станции - Северный выход - Один из наземных входов |